# Serendipity Innovations
Serendipity Innovations är ett svenskt investeringsföretag som startar, utvecklar och förvaltar teknikbolag. Serendipity började sin verksamhet 2004 och har sedan dess byggt och drivit över tio bolag, varav de flesta inom forskning och utveckling.
Företaget startades av professor Saeid Esmaeilzadeh och Ashkan Puoya. Företagarduon blev korade till Årets Nybyggare 2010 i kategorin Pionjär.